# Polyrhachis barretti
Polyrhachis barretti är en myrart som beskrevs av Clark 1928. Polyrhachis barretti ingår i släktet Polyrhachis och familjen myror. Inga underarter finns listade i Catalogue of Life.